# Герб Шурышкарского района
Герб Шурышкарского района Ямало-Ненецкого автономного округа

## Описание герба
«В рассеченном зеленью и лазурью (голубым, синим) поле стоящий прямо с распростёртыми крыльями стерх (журавль), сопровождаемый вверху тремя малыми вольными опрокинутыми стропилами, соединенными в опрокинутое стропило же, имеющее внизу уширенное основание, по бокам — обернувшимся песцом и рыбой, положенными навстречу друг другу в опрокинутое стропило; все фигуры серебряные».

## Обоснование символики
В основу герба района заложены его природные богатства, о чем говорят фигуры журавля — стерха, песца и рыбы.
Зеленое поле герба символизирует природу района, а также это символ надежды, благополучия и здоровья.
Голубой цвет и рыба показывают то, что район расположен на берегах северных рек, богатых рыбой. Голубой цвет — символ искренности, красоты и добродетели, символ неба и глубины.
Серебро в геральдике — символ простоты, совершенства, мудрости, благородства, мира, взаимосотрудничества и говорит о бескрайних северных просторах.
Золото — символ прочности, силы, великодушия, богатства и солнечного рассвета.
В гербе района языком геральдических символов гармонично отражены его национальные, природные особенности и богатства.
Авторы герба района: Николай Романов (идея герба, с. Мужи); Константин Моченов (геральдическая доработка герба, г. Химки); Роберт Маланичев (художник, г. Москва); Сергей Исаев (компьютерный дизайн, г. Москва).
Герб утвержден решением № 65 решением Районного собрания депутатов района
от 29 июня 1999 года и внесен в Государственный геральдический регистр Российской Федерации — № 477.